# Thricops fimbriatus
Thricops fimbriatus är en tvåvingeart som först beskrevs av Daniel William Coquillett 1904.  Thricops fimbriatus ingår i släktet Thricops och familjen husflugor.
Artens utbredningsområde är Kalifornien. Inga underarter finns listade i Catalogue of Life.